# IYD
IYD (англ. Iodotyrosine deiodinase) – білок, який кодується однойменним геном, розташованим у людей на короткому плечі 6-ї хромосоми. Довжина поліпептидного ланцюга білка становить 289 амінокислот, а молекулярна маса — 33 360.
| 10         |  | 20         |  | 30         |  | 40         |  | 50         |
| ---------- |  | ---------- |  | ---------- |  | ---------- |  | ---------- |
| MYFLTPILVA |  | ILCILVVWIF |  | KNADRSMEKK |  | KGEPRTRAEA |  | RPWVDEDLKD |
| SSDLHQAEED |  | ADEWQESEEN |  | VEHIPFSHNH |  | YPEKEMVKRS |  | QEFYELLNKR |
| RSVRFISNEQ |  | VPMEVIDNVI |  | RTAGTAPSGA |  | HTEPWTFVVV |  | KDPDVKHKIR |
| KIIEEEEEIN |  | YMKRMGHRWV |  | TDLKKLRTNW |  | IKEYLDTAPI |  | LILIFKQVHG |
| FAANGKKKVH |  | YYNEISVSIA |  | CGILLAALQN |  | AGLVTVTTTP |  | LNCGPRLRVL |
| LGRPAHEKLL |  | MLLPVGYPSK |  | EATVPDLKRK |  | PLDQIMVTV  |  |            |

A: Аланін

C: Цистеїн

D: Аспарагінова кислота

E: Глутамінова кислота

F: Фенілаланін

G: Гліцин

H: Гістидин

I: Ізолейцин

K: Лізин

L: Лейцин

M: Метіонін

N: Аспарагін

P: Пролін

Q: Глутамін

R: Аргінін

S: Серин

T: Треонін

V: Валін

W: Триптофан

Кодований геном білок за функцією належить до оксидоредуктаз. 
Задіяний у такому біологічному процесі, як альтернативний сплайсинг. 
Білок має сайт для зв'язування з НАДФ, флавопротеїном. 
Локалізований у клітинній мембрані, мембрані, цитоплазматичних везикулах.